# Daniel Rensch
Daniel „Danny“ Rensch (* 10. Oktober 1985 in Phoenix, Arizona, USA) ist ein US-amerikanischer Schachspieler, Kommentator, Organisator von Schachturnieren und Dozent. Er hält derzeit den Rekord für den jüngsten nationalen Schachmeister des Bundesstaates Arizona, den er im Alter von 14 Jahren verliehen bekam. Seinen bislang höchsten Elo-Wert erreichte er im Jahr 2011 mit 2416. Er trägt den Titel eines Internationalen Meisters.
Rensch bietet seit 2009 Online-Analysen von Schachpartien an. Er ist der Inhaber von American Chess Events LLC und Chief Chess Officer (deutsch: Leiter für schachliche Angelegenheiten) auf der Internetplattform Chess.com.
Seine Videoreihen „Rook Endgames: Beginner to Master“ (deutsch: Turmendspiele: Anfänger bis Meister), „Isolated Queen Pawns“ (deutsch: Isolierte Damenbauern) und „Pawn Structure 101“ (deutsch: Bauernstruktur 101) gehören zu den beliebtesten Lehrvideos auf Chess.com. Darüber hinaus hat seine für Anfänger konzipierte Videoreihe „Everything You Need to Know“ (deutsch: Alles, was Sie wissen müssen) mehr als 1.711.000 Aufrufe.
Am 20. Oktober 2022 wurde unter anderem auch Rensch als Verantwortlicher von Chess.com von Hans Moke Niemann auf 100 Mio. US-Dollar wegen übler Nachrede verklagt, nachdem Niemanns Account auf der Plattform am 9. September 2022 aufgrund von Betrugsvorwürfen gesperrt worden war.
Die Klage wurde mit Wirkung zum 27. Juni 2023 abgelehnt, nachdem Chess.com am 2. Dezember 2022 einen Antrag auf Abweisung der Klage gestellt hatte.

## Leben
Rensch wurde am 10. Oktober 1985 in Phoenix im Bundesstaat Arizona in den Vereinigten Staaten von Amerika geboren. Mit zehn Jahren spielte er zum ersten Mal Schach. Er hatte seinen Großvater Steven Kamp besucht, der nach einem leichten Schlaganfall bettlägerig war. Dort spielten die beiden stundenlang Schach zusammen. Im selben Jahr sah er den Film Das Königsspiel – Ein Meister wird geboren (Originaltitel: Searching for Bobby Fischer) im Kino, der Rensch für die Idee begeisterte, an einem Schachturnier teilzunehmen. Von da an war Schach ein fester Bestandteil in Rensch' Alltag.

“Chess had been my whole since the age of 10.”

„Schach war mein Ein und Alles seit meinem 10. Lebensjahr.“

Rensch besuchte von 1996 bis 2004 die Shelby School, eine Privatschule in dem Ort Tonto, in Payson, Gila County in Arizona, der als Census-designated place in den USA geführt wird. Dort wurde er auch über seine eigentliche Schulzeit hinaus für zehn Jahre Kapitän des Schachteams, das in dieser Zeit mehrere nationale Meisterschaften gewann.
Nachdem Rensch bis in das Jahr 2004 seine persönlichen Höhepunkte erlebt hatte und davon überzeugt war, es könnte nicht besser werden (seine Freunde sprachen bereits davon, er sei „on the Road to GM“; deutsch: auf der Straße zum Großmeister), erlebte er durch einen Tinnitus aufgrund eines infizierten Steigbügels einen schweren privaten Schicksalsschlag. Von 2004 bis 2006 musste er sich insgesamt fünf Operationen unterziehen, da das Knochengewebe der Steigbügel bereits zu 80 % zerstört war und es sich tatsächlich um eine Form von Krebs handelte. In diesem unangenehmen Zustand, der es ihm unmöglich machte, an den meisten großen Schachturnieren aufgrund der Druckverhältnisse in Flugzeugen und deren Wirkung auf das menschliche Ohr teilzunehmen, verlor er seinen Vorsprung gegenüber anderen 19-jährigen Schachmeistern.
Stattdessen entwickelte sich Rensch in dieser Zeit durch seinen lokalen Einsatz als professioneller Schachspieler zu einem Dozenten. Das Schachunterrichts-/ Turnierorganisationsgeschäft, das er zusammen mit seinem Großvater, seinen Brüdern und Teamkollegen der Shelby School während ihrer Jahre als Schachschüler beiläufig begonnen hatte, begann aufzublühen.

“I picked up many private students during this time, and I began to fall in love with teaching the game I had played for so long.”

„Ich habe in dieser Zeit viele Privatschüler aufgenommen und ich fing an, mich in das Unterrichten desjenigen Spiels zu verlieben, das ich so lange gespielt hatte.“

Neben dem Unterrichten von Privatschülern führte Renschs Engagement bei American Chess Events LLC dazu, dass er im Jahr 2007 den gesamten Betrieb übernahm. 2009 trat Rensch der Plattform Chess.com bei, auf der er mittlerweile unter anderen großen Streamern wie Hikaru Nakamura oder Alexandra Botez zu den bekanntesten Gesichtern zählt.
Unmittelbar nach dem erfolgreichen Abschluss der High School heiratete Rensch im Jahr 2004 seine langjährige Lebensgefährtin Shauna. Aus der Ehe gingen bislang vier Kinder hervor, zwei Töchter und zwei Söhne. Rensch lebt derzeit mit seiner Frau und seinen Kindern in seinem Heimatort in Phoenix in Maricopa County in den Vereinigten Staaten.

## Schachkarriere
Rensch gewann seine erste nationale Meisterschaft im Jahr 1998, das Elementary National Championship.
Ein Jahr später wurde ihm der Titel als Arizonas jüngster Nationalmeister mit 14 Jahren verliehen. Dabei handelt es sich um eine Auszeichnung, die von der US-amerikanischen Schachvereinigung USCF verliehen wird, wenn die Bewertung eines Spielers 2200 auf der USCF-Bewertungsskala überschreitet, die auf dem Elo-System basiert. Diesen Rekord hält Rensch bis heute.
Wiederum im folgenden Jahr gewann Rensch die Junior High National Meisterschaft in Tucson in Arizona und damit seinen zweiten Meisterschaftstitel in einem nationalen Schachwettbewerb.
Bis ins Jahr 2004 nahm Rensch an zahlreichen Schachmeisterschaften teil, womit seine Elo-Zahl im Jahr 2001 schließlich ihr Rekordhoch von 2413 erreichte.
In seiner Zeit als Mannschaftskapitän des Schachteams an der Shelby School gewann das Team unter seiner Leitung elf staatliche und nationale Schachmeisterschaften. Unter anderem gewannen sie 1998 die National Junior High School (K-9), die National Elementary (K-6) und die National Primary (K-3) Meisterschaften, eine Leistung, die nur das Shelby School-Schachteam von Rensch in der amerikanischen Schulschachgeschichte vollbrachte.
In seinem letzten High-School-Jahr 2004 gewann Rensch bei der National High School Meisterschaft und erreichte den 1. Platz, wobei er ebenfalls den zukünftigen Großmeister Aleksandr Lenderman schlug.
Weiterhin erwarb Rensch seine erste Internationaler Meister (IM)-Norm 2004 bei den Foxwoods Open in Mashantucket in Connecticut. Unterstützt durch seine starken Leistungen wurde Rensch in diesem Jahr der bestbewertete 19-jährige Schachspieler in den Vereinigten Staaten.
Rensch verdiente sich seine zweite IM-Norm bei den Berkeley International 2008, nachdem er mit nur einer Niederlage den dritten Platz belegt hatte. Im Jahr 2009 holte sich Rensch schließlich seine letzte IM-Norm beim Susan Polgar Spice Cup.
In der United States Chess League spielte Rensch von 2008 bis 2010 für die Arizona Scorpions und wurde dort 2010 für das vierte All-Star-Team nominiert.
Sein Stil gilt allgemein als dynamisch und aggressiv, wobei er insbesondere in taktischen Stellungen mit Ungleichgewichten glänzt.

### Elo-Diagramm
| Die zur Anzeige dieser Grafik verwendete Erweiterung wurde dauerhaft deaktiviert. Wir arbeiten aktuell daran, diese und weitere betroffene Grafiken auf ein neues Format umzustellen. (Mehr dazu) |

### Beispielpartie
|   | a | b | c | d | e | f | g | h |   |
| 8 |   |   |   |   |   |   |   |   | 8 |
| 7 |   |   |   |   |   |   |   |   | 7 |
| 6 |   |   |   |   |   |   |   |   | 6 |
| 5 |   |   |   |   |   |   |   |   | 5 |
| 4 |   |   |   |   |   |   |   |   | 4 |
| 3 |   |   |   |   |   |   |   |   | 3 |
| 2 |   |   |   |   |   |   |   |   | 2 |
| 1 |   |   |   |   |   |   |   |   | 1 |
|   | a | b | c | d | e | f | g | h |   |

Endstellung nach 39. c5+! Schwarz gibt hier auf, da der König gezwungen ist, auf c5 zu schlagen, worauf 40. De7+ folgt und Schwarz auch noch den Läufer verliert.
Bereits im Jahr 2006 absolvierte der damals 21-jährige Rensch eine brillante Partie, in der er in einer materiell unausgewogenen Position gegen den starken GM Magesh Panchanathan dominierte. Nachdem Rensch mit 22. Tf1 die gegnerische Dame fesselt und damit den Abtausch gegen seinen Turm erzwingt, folgen sehr präzise Züge von Rensch, die seinen leichten materiellen Nachteil von 18:19 innerhalb von zwölf Zügen auf 17:15 wenden. Dadurch erreichte die Partie im 33. Zug eine Gewinnstellung für Weiß. Wäre die Partie bis zum 41. Zug fortgesetzt worden, hätte Rensch mit 16:12 Materialpunkten unschlagbar dominiert.
Nicht nur die Partie an sich, auch die daraus folgende Analyse inklusive dem Aufzeigen alternativer Varianten im Spielablauf, die Rensch selbst ausgearbeitet hat, gehören zum Repertoire der beispielhaften Lektüre auf Chess.com.
Daniel Rensch (2369) – Magesh Panchanathan (2485) 1:0
Berkeley, Dezember 2006
Philidor-Verteidigung, C41
1. e4 e5 2. Sf3 d6 3. d4 Sd7 4. Lc4 c6 5. 0–0 Le7 6. dxe5 dxe5 7. Sg5 Lxg5 8. Dh5 De7 9. Lxg5 Sgf6 10. De2 h6 11. Lh4 b5 12. Lb3 Sc5 13. Sd2 0–0 14. De3 g5 15. Lxg5 hxg5 16. Dxg5+ Kh7 17. Dh4+ Kg6 18. f4 Tg8 19. fxe5 Dxe5 20. Lxf7+ Kxf7 21. Txf6+ Dxf6 22. Tf1 Dxf1+ 23. Sxf1 Se6 24. Se3 Sg5 25. Df4+ Ke8 26. Dd6 Ld7 27. e5 Td8 28. h4 Se4 29. Dh6 Sg3 30. e6 Lc8 31. Df6 Tf8 32. Dg6+ Ke7 33. Dxg3 Lxe6 34. Dc7+ Ld7 35. Dxa7 Kd6 36. c4 Le6 37. Dd4+ Ke7 38. Dg7+ Kd6 39. c5+ 1:0

## Streaming und Kommentator-Tätigkeiten
Rensch ist bekannt für seine Berichterstattung über die führenden Events von Chess.com wie die Meisterschaft im Bullet-Schach, die PRO (Professional Rapid Online) Chess League, die Meisterschaft im Schnellschach und die PogChamps, ein online ausgetragenes Schachturnier für bekannte Persönlichkeiten rund um das Thema Schach aus dem Internet. Dabei arbeitet Rensch mit den bekanntesten Schach-Influencern zusammen, u. a. mit WFM Alexandra Botez, GM Hikaru Nakamura, IM Anna Rudolf und GM Robert Hess.
Zudem hat Rensch auch Turniere am Schachbrett wie beispielsweise die Isle of Man International live kommentiert, bei denen Top-Spieler wie Magnus Carlsen und Fabiano Caruana gegeneinander antraten.
Ebenso hat Rensch auch das wichtigste Schachereignis der Welt, die Schachweltmeisterschaft, kommentiert. Er moderierte Live-Übertragungen der Schachweltmeisterschaft 2018 zwischen Magnus Carlsen und Fabiano Caruana sowie die rekordverdächtige Berichterstattung über die Schachweltmeisterschaft 2021 zwischen Magnus Carlsen und Jan Nepomnjaschtschi, die mehr als 25 Millionen Aufrufe verzeichnete.
Neben dem Kommentieren von Schachturnieren moderiert Rensch zudem immer wieder Vorlesungen und Konferenzen zum Thema Schach. Beispielsweise nahm Rensch im Jahr 2017 als Moderator an der Vorlesung „Chess and the Art of War: Strategies That Win“ (deutsch: Schach und die Kunst von Krieg: Strategien, die zum Sieg führen) mit Magnus Carlsen am Milken Institute teil. Während dieser Veranstaltung spielte Carlsen ein Simultanschach gegen zehn Gegner, während Rensch die Partien erklärte und Parallelen zwischen Schach und Wirtschaft zog.

## Tätigkeiten als Dozent

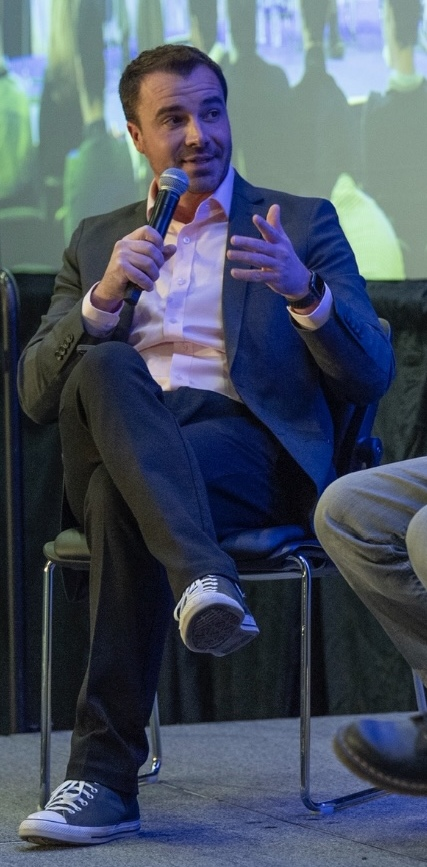
Rensch als Moderator für die MIT-Sloan-Sports-Analytics-Konferenz 2022

Rensch ist aktiver Dozent und Mitglied von Gremien. Seit 2007 unterrichtet er Schach. Seit 2009 hat er seine Dozententätigkeit auf das Internet mit seinem Beitritt zu Chess.com ausgeweitet. Neben seinen Lehrvideos, Taktikaufgaben, Schachanalysen u. v. a. auf Chess.com ist er auch immer wieder aktiv in der Rolle des Lehrenden. Er hat im Lauf der Jahre in mehreren Gremien als Moderator, Redner und Mediator teilgenommen. Die Schwerpunkte seiner Vorträge und Dozententätigkeit sind vorrangig das Schachspiel, Entrepreneurship und E-Sport.

### Sloan-Sports-Analytics-Konferenzen
Rensch ist seit 2019 immer wieder Redner am Massachusetts Institute of Technology. Er organisierte 2019 auf der MIT-Sloan-Sports-Analytics-Konferenz (SSAC) ein Gremium zum Thema Schach und maschinellem Lernen. Während der Konferenz spielte GM Robert Hess ein Simultan-Match gegen Konferenzteilnehmer. Rensch erklärte mehrere Schachkonzepte, wie Schach-Engines an das Spiel herangehen und wie Menschen mit ihnen lernen können.
Rensch trat 2020 zum zweiten Mal als Gremiumsmitglied auf der MIT-Sloan-Sports-Analytics-Konferenz auf. Begleitet wurde er wie im Vorjahr von Robert Hess, der diesmal simultan gegen vier Spieler im Blindschach antrat. Weitere Redner waren Daryl Morey, John Urschel und Neil Paine. Rensch sprach darüber, was Schach anderen Sportarten beibringen könnte, von Bewertungssystemen bis hin zur Betrugserkennung.
Rensch kehrte 2021 zur MIT-Sloan-Sports-Analytics-Konferenz zurück, die aufgrund von COVID-19-Einschränkungen online stattfand. In diesem Jahr war Rensch Moderator eines Gremiums, das aus Daryl Morey, Robert Hess, Hikaru Nakamura und Jennifer Shahade bestand. Das Gremium diskutierte die Veränderungen, die durch den Schachboom verursacht wurden, der stark durch die Netflix-Miniserie Das Damengambit vorangetrieben wurde.
Im Jahr 2022 hielt Rensch schließlich zum vierten Mal in Folge einen Vortrag auf der MIT-Sloan-Sports-Analytics-Konferenz, die vom 4. bis 5. März 2022 in Boston in Massachusetts stattfand, als Teil eines Gremiums neben Robert Hess, Daryl Morey, Jennifer Yu und Ella Papanek. Unter dem Motto „Chess and Machines: The Future of the World's Oldest Game“ (deutsch: Schach und Maschinen: Die Zukunft des ältesten Spiels der Welt) diskutierten sie gemeinsam die Auswirkungen von Schach-Engines auf das Spiel, wie sich Schach angepasst hat und welche Lehren andere Sportarten daraus ziehen können. Dabei moderierte Rensch die Diskussion.

## Organisator von Turnieren
Rensch hält momentan den Rekord der United States Chess Federation (USCF) für die Organisation der meisten Turniere als verantwortlicher Generaldirektor.
Beispielsweise organisierte und veranstaltete er 2016 ein Online-Event, die „$40.000 GM Blitz Battle“ Meisterschaft. An diesem Event nahmen die Nummer eins der Welt, Magnus Carlsen, und sieben weitere Weltklasse-Schnellschachspieler teil. Seitdem hat sich das Turnier zu den Schnellschach-Meisterschaften entwickelt und ist zu einem der wichtigsten Events von Chess.com geworden. Im Jahr 2022 umfasst das Turnier zusätzlich zur Hauptveranstaltung eine Junioren- und Frauenmeisterschaft und zog Spieler wie Hikaru Nakamura, Fabiano Caruana, Anish Giri und Wesley So an.
Im Jahr 2020 half Rensch bei der Organisation und Ausrichtung der ersten Ausgabe von PogChamps, einem Online-Schachturnier für Internet-Persönlichkeiten. Das Turnier zog prominente Streamer mit großen Anhängerschaften aus der ganzen Welt an, darunter xQc, Moistcr1tikal, Forsen, Fuslie und Ludwig. Seitdem fanden drei weitere Ausgaben der Veranstaltung statt, die berühmte Teilnehmer aus anderen kreativen Bereichen wie den Schauspieler Rainn Wilson und den Rapper Logic anzogen.

## Trivia
- Im Jahr 2013 wurde Rensch von Jake Goldberger, dem Regisseur von Life of a King engagiert als Berater für die Nuancen des Schachspiels.[40]
- Rensch moderierte zwei Staffeln lang gemeinsam mit James Montemagno den Podcast Coffeehouse Blunders, in dem sie mehrere Themen im Zusammenhang mit Schach diskutierten, darunter neuronale Netze, Eröffnungen, wie auch Kritiken zu den einzelnen Episoden von Das Damengambit.[41]
- Rensch war immer wieder Gast bei verschiedenen Podcasts, wie zum Beispiel Leveling Up von Eric Sius,[42] Ben Johnsons Ewiger Schach Podcast[43] und Ladies Knight der US Schachvereinigung.[44]
- Chess.com verwendet im Fall von Serverfehlern ein humorvoll aufgenommenes bewegtes GIF, für das sich Rensch am „Fummeln“ an einem Computer filmen ließ.[45]